# Ассаль-эль-Вард
Ассаль-эль-Вард, Асаль-эль-Вард (араб. عسال الورد‎) — город на юге Сирии, в провинции Дамаск, и расположен к северо-востоку от Дамаска, вдоль сирийско-ливанской границы.

## История
Ассаль-эль-Вард популярен выращиванием цветов. Произведенные в городе цветы поставлялись производителям эфирного масла в Дамаске.

### Современное состояние
В ходе вооружённого конфликта город был захвачен террористами Джебхат ан-Нусра, но 8-9 октября 2014 года город был освобождён вооружёнными силами Сирии.